# Asperula rupestris
Asperula rupestris là một loài thực vật có hoa trong họ Thiến thảo. Loài này được Tineo mô tả khoa học đầu tiên năm 1827.